# Phaea eyai
Phaea eyai är en skalbaggsart som beskrevs av Chemsak 2000. Phaea eyai ingår i släktet Phaea och familjen långhorningar. Inga underarter finns listade i Catalogue of Life.